# Protorthodes bostura
Protorthodes bostura là một loài bướm đêm trong họ Noctuidae.